# Paris-Camembert de 2019
A 80.ª edição da clássica ciclista Paris-Camembert foi uma carreira em França que se celebrou a 16 de abril de 2019 com início na cidade de Pont-Audemer e final na cidade de Livarot sobre um percurso de 182 quilómetros.
A carreira fez parte do UCI Europe Tour de 2019, dentro da categoria UCI 1.1. O vencedor foi o francês Benoît Cosnefroy da AG2R La Mondiale seguido dos também franceses Pierre-Luc Périchon da Cofidis, Solutions Crédits e Quentin Jauregui também da AG2R La Mondiale.

## Equipas participantes
Tomaram parte na carreira 16 equipas: 2 de categoria UCI World Team; 11 de categoria Profissional Continental; e 3 de categoria Continental. Formando assim um pelotão de 104 ciclistas dos que acabaram 77. As equipas participantes foram:
| Equipes WorldTeam (2)- AG2R La Mondiale - Groupama-FDJ Equipes profissionais Continentais (11)- Androni Giocattoli-Sidermec - Arkéa-Samsic - Cofidis, Solutions Crédits - Delko-Marseille Provence - Total Direct Énergie - Vital Concept-B&B Hotels - Euskadi Basque Country-Murias - Rally UHC Cycling - Sport Vlaanderen-Baloise - Wallonie Bruxelles - Wanty-Groupe Gobert Equipes Continentais (3)- Natura4Ever-Roubaix Lille Métropole - Saint Michel-Auber 93 - Amore & Vita-Prodir |
| |

## Classificação final
- As classificações finalizaram da seguinte forma:[3]

| \| Classificação geral \| Classificação geral \| Classificação geral \| Classificação geral \| Classificação geral \| \| Ciclista \| Ciclista \| Equipe \| Tempo \| \| \| ------------------- \| ------------------- \| --------------------------- \| ------------------- \| ------------------- \| \| 1. \| Benoît Cosnefroy \| AG2R La Mondiale \| 4h29m50s \| \| \| 2. \| Pierre-Luc Périchon \| Cofidis, Solutions Crédits \| + 3s \| \| \| 3. \| Quentin Jauregui \| AG2R La Mondiale \| + 5s \| \| \| 4. \| Romain Hardy \| Arkéa-Samsic \| + 5s \| \| \| 5. \| Julien El Fares \| Delko Marseille Provence \| + 5s \| \| \| 6. \| Mathijs Paasschens \| Wallonie Bruxelles \| + 5s \| \| \| 7. \| Jérôme Cousin \| Total Direct Énergie \| + 5s \| \| \| 8. \| Kevin Geniets \| Groupama-FDJ \| + 5s \| \| \| 9. \| Élie Gesbert \| Arkéa-Samsic \| + 8s \| \| \| 10. \| Andrea Vendrame \| Androni Giocattoli-Sidermec \| + 37s \| \| |                     |                             |          |
| |                     |                             |          |
| Fonte: ProCyclingStats |                     |                             |          |
| Classificação geral |                     |                             |          |
| Ciclista | Ciclista            | Equipe                      | Tempo    |
| 1. | Benoît Cosnefroy    | AG2R La Mondiale            | 4h29m50s |
| 2. | Pierre-Luc Périchon | Cofidis, Solutions Crédits  | + 3s     |
| 3. | Quentin Jauregui    | AG2R La Mondiale            | + 5s     |
| 4. | Romain Hardy        | Arkéa-Samsic                | + 5s     |
| 5. | Julien El Fares     | Delko Marseille Provence    | + 5s     |
| 6. | Mathijs Paasschens  | Wallonie Bruxelles          | + 5s     |
| 7. | Jérôme Cousin       | Total Direct Énergie        | + 5s     |
| 8. | Kevin Geniets       | Groupama-FDJ                | + 5s     |
| 9. | Élie Gesbert        | Arkéa-Samsic                | + 8s     |
| 10. | Andrea Vendrame     | Androni Giocattoli-Sidermec | + 37s    |

## UCI World Ranking
A Paris-Camembert outorgou pontos para o UCI World Ranking para corredores das equipas nas categorias UCI World Team, Profissional Continental e Equipas Continentais. A seguinte tabela são o barómetro de pontuação e os 10 corredores que obtiveram mais pontos:
| Posição   | 1.º | 2.º | 3.º | 4.º | 5.º | 6.º | 7.º | 8.º | 9.º | 10.º | 11.º | 12.º | 13.º-15.º | 16.º-25.º |
| Pontuação | 125 | 85  | 70  | 60  | 50  | 40  | 35  | 30  | 25  | 20   | 15   | 10   | 5         | 3         |

| Classificação |                     |                             |        |
| Posição       | Ciclista            | Equipa                      | Pontos |
| ------------- | ------------------- | --------------------------- | ------ |
| 1.º           | Benoît Cosnefroy    | AG2R La Mondiale            | 125    |
| 2.º           | Pierre-Luc Périchon | Cofidis, Solutions Crédits  | 85     |
| 3.º           | Quentin Jauregui    | AG2R La Mondiale            | 70     |
| 4.º           | Romain Hardy        | Arkéa Samsic                | 60     |
| 5.º           | Julien El Fares     | Delko Marseille Provence    | 50     |
| 6.º           | Mathijs Paasschens  | Wallonie Bruxelles          | 40     |
| 7.º           | Jérôme Cousin       | Total Direct Énergie        | 35     |
| 8.º           | Kevin Geniets       | Groupama-FDJ                | 30     |
| 9.º           | Élie Gesbert        | Arkéa Samsic                | 25     |
| 10.º          | Andrea Vendrame     | Androni Giocattoli-Sidermec | 20     |